# 古乾原線
古乾原線（コゴヌォンせん）は、朝鮮民主主義人民共和国咸鏡北道慶源郡にある新乾駅から古乾原駅までを結ぶ鉄道路線である。

## 路線データ
- 路線距離：新乾～古乾原9.8km
- 駅数：2（両端駅を含む）
- 軌間：1435mm
- 電化区間：なし
- 複線区間：なし

## 駅一覧
- 駅所在地は全線咸鏡北道慶源郡内。

| 駅名     | 駅名     | 駅名     | 駅間キロ (km) | 累計キロ (km) | 接続路線             |
| 日本語   | 朝鮮語   | 英語     | 駅間キロ (km) | 累計キロ (km) | 接続路線             |
| -------- | -------- | -------- | ------------- | ------------- | -------------------- |
| 新乾駅   | 신건역   | Singŏn   | 0.0           | 0.0           | 北朝鮮鉄道省：咸北線 |
| 古乾原駅 | 고건원역 | Kogŏnwŏn | 9.8           | 9.8           |                      |

## 参考資料
- 国分隼人（2007年）. 『将軍様の鉄道 北朝鮮鉄道事情』, 新潮社. ISBN 9784103037316